# Trachylepis brauni
Trachylepis brauni är en ödleart som beskrevs av  Gustav Tornier 1902. Trachylepis brauni ingår i släktet Trachylepis och familjen skinkar. Inga underarter finns listade i Catalogue of Life.